# Муравейня
Муравейня (укр. Муравейня) — село,
Фотовижский сельский совет,
Глуховский район,
Сумская область,
Украина.
Код КОАТУУ — 5921589003. Население по переписи 2001 года составляло 36 человек .

## Географическое положение
Село Муравейня находится на правом берегу реки Муравейня,
ниже по течению на расстоянии в 2,5 км расположено село Весёлый Гай (Ямпольский район).
На расстоянии в 1,5 км расположены сёла Барановка, Фотовиж и Червоные Вышки.
Рядом проходит граница с Россией.

## Известные люди
- Глущенко Д. Г. — писатель, родился в селе Муравейня.